# Joe Royle
Joseph „Joe“ Royle (* 8. April 1949 in Liverpool) ist ein ehemaliger englischer Fußballspieler und Trainer. Als Spieler gewann er 1970 die englische Meisterschaft. 25 Jahre später führte er den FC Everton als Trainer zum Titel im FA Cup.

## Spielerlaufbahn

### FC Everton (1966–1974)
Joe Royle debütierte mit 16 Jahren für seinen Heimatverein FC Everton in der Football League First Division 1965/66. Der Verein aus Liverpool gewann in dieser Spielzeit ohne einen Einsatz von Royle den FA Cup durch einen 3:2-Finalerfolg über Sheffield Wednesday. Sein Durchbruch als Stammspieler gelang ihm in der Saison 1967/68, als er in vierunddreißig Ligaspielen sechzehn Treffer erzielte. 1968/69 sorgte auch die Treffsicherheit von Royle (42 Spiele/22 Tore) für einen dritten Tabellenplatz des FC Everon. Wie im Vorjahr erhielt der Verein jedoch nicht die Startberechtigung für den Messepokal, da die FA zu dieser Zeit nur eine Mannschaft pro Stadt in den Europapokal entsendete (In diesem Fall den FC Liverpool). In der First Division 1969/70 umging die Mannschaft um Alan Ball, Howard Kendall, Brian Labone und Joe Royle (23 Ligatreffer) diese Hürde mit dem souveränen Gewinn der englischen Meisterschaft. Im Europapokal der Landesmeister 1970/71 zog der Verein nach Erfolgen über Keflavík IF und Borussia Mönchengladbach ins Viertelfinale ein, scheiterte dort jedoch mit 1:1 und 0:0 am von Ferenc Puskás trainierten griechischen Meister Panathinaikos Athen.
In den folgenden Jahren verschlechterten sich die Leistungen der Mannschaft deutlich, auch Joe Royle konnte nicht mehr wie zuvor seine Treffsicherheit unter Beweis stellen.

### Manchester City (1974–1977)
Im Dezember 1974 wechselte er für 170.000 Pfund zum Ligarivalen Manchester City, erzielte jedoch bis zum Saisonende 1974/75 nur einen Ligatreffer in sechzehn Spielen. Besser lief es für Royle (37 Spiele/12 Tore) in der folgenden Spielzeit, in der sich City neben einem achten Platz in der Liga den Titel im englischen Ligapokal durch einen 2:1-Finalerfolg über Newcastle United sicherte. Die durch diesen Titel im UEFA-Pokal 1976/77 startende Mannschaft scheiterte im europäischen Wettbewerb bereits in der ersten Runde am späteren Titelträger Juventus Turin (1:0 und 0:2). In der First Division 1976/77 verpasste Joe Royle (39 Spiele/7 Tore) seine zweite Meisterschaft nur aufgrund eines Punktes Rückstand auf den FC Liverpool.

### Bristol City und Norwich City (1977–1982)
Nach drei Toren in sieben Spielen in der Saison 1977/78 wechselte er im November 1977 zu Bristol City und steuerte acht Treffer zum Erstliga-Klassenerhalt bei. Nach einem Mittelfeldplatz in der folgenden Spielzeit, stieg Bristol 1980 nach vier Jahren Erstklassigkeit als Drittletzter in die zweite Liga ab.
Joe Royle wechselte daraufhin zu Beginn der Football League First Division 1980/81 zu Norwich City und konnte mit neun Treffern in vierzig Spielen nicht den erneuten Abstieg in die Second Division verhindern. 1982 beendete er im Alter von 33 Jahren seine Spielerkarriere verletzungsbedingt vorzeitig.

### Englische Nationalmannschaft (1971–1977)
Joe Royle debütierte am 3. Februar 1971 im Alter von 21 Jahren in der von Alf Ramsey trainierten englischen Nationalmannschaft bei einem 1:0-Erfolg über Malta. Bis 1977 bestritt er fünf weitere Länderspiele, in denen er zwei Treffer erzielte.

## Trainerlaufbahn

### Oldham Athletic (1982–1994)
Im Anschluss an seiner Spielerlaufbahn übernahm Joe Royle am 14. Juli 1982 den Trainerposten beim englischen Zweitligisten Oldham Athletic. 1986/87 verpasste er mit seiner Mannschaft als Tabellendritter den Aufstieg in die erste Liga erst in den Play-offs. Im englischen Ligapokal zog die Mannschaft um Denis Irwin und Paul Warhurst 1990 ins Finale ein, verlor dieses jedoch mit 0:1 gegen Nottingham Forest. 1991 gewann Oldham die Meisterschaft in der Football League Second Division und stieg damit erstmals seit 1923 wieder in die erste Liga auf. Der Aufsteiger beendete die letzte Saison der First Division 1991/92 auf dem siebzehnten Platz und sicherte sich damit den Klassenerhalt. Deutlich knapper gelang dieser in der neu gegründeten Premier League 1992/93 aufgrund einer um zwei Treffer besseren Tordifferenz gegenüber Crystal Palace. In der Premier League 1993/94 stieg Oldham nach drei Jahren Erstklassigkeit als Vorletzter wieder in die zweite Liga ab. Im Februar 1994 wurde Joe Royle zum Trainer des Monats gewählt.

### FC Everton (1994–1997)
Am 10. November 1994 verließ Royle nach über zwölf Jahren Oldham und übernahm den Trainerposten beim FC Everton. In der Premier League 1994/95 erreichte er mit seiner neuen Mannschaft lediglich den fünfzehnten Platz, zog dafür aber ins Finale des FA Cup 1994/95 ein. Im Finale in Wembley besiegte das Team um Neville Southall, Dave Watson, Anders Limpar und David Unsworth Manchester United mit 1:0. Im Europapokal der Pokalsieger 1995/96 scheiterte Everton hingegen bereits in der zweiten Runde an Feyenoord Rotterdam. Nach einem sechsten Platz 1995/96 geriet Joe Royle mit seiner Mannschaft im Verlauf der Premier League 1996/97 in Abstiegsgefahr und verließ nach Meinungsverschiedenheiten mit dem Vorstand am 27. März 1997 den Verein.

### Manchester City (1998–2001)
Knapp ein Jahr nach seiner letzten Trainerstation trat er am 18. Februar 1998 die Nachfolge von Frank Clark als Trainer von Manchester City an. Royle stieg mit seiner neuen Mannschaft am Saisonende 1997/98 mit einem Punkt Rückstand auf gleich drei Vereine in die dritte Liga ab. 1998/99 gelang dem Team jedoch nach einem dritten Platz und einem Play-off-Erfolg über den FC Gillingham die direkte Rückkehr in die zweite Liga. 1999/2000 schaffte City durch die Vizemeisterschaft den direkten Durchmarsch in die erste Liga. Nach diesen zwei sehr erfolgreichen Spielzeiten folgte in der Premier League 2000/01 mit dem direkten Wiederabstieg als Drittletzter ein Rückschlag und das Aus für Trainer Joe Royle.

### Ipswich Town (2002–2006)
Am 28. Oktober 2002 übernahm er den Trainerposten beim Erstliga-Absteiger Ipswich Town und verpasste in der Saison 2002/03 die Rückkehr in die Premier League. 2003/04 erreichte Ipswich als Fünfter die Play-offs, scheiterte dort jedoch vorzeitig an West Ham United. In der neu gegründeten Football League Championship 2004/05 zog der Verein als Dritter wieder in die erste Play-off-Runde ein und scheiterte erneut an West Ham. Nach einer weiteren Saison im Tabellenmittelfeld endete seine Tätigkeit in Ipswich am 11. Mai 2006.
Nach einer kurzfristigen Tätigkeit bei seinem alten Verein Oldham Athletic vom 15. März bis 8. Mai 2009 beendete Joe Royle seine Trainerlaufbahn.

## Titel und Erfolge
- Englischer Meister: 1970 (als Spieler mit dem FC Everton)
- FA-Cup-Sieger: 1995 (als Trainer mit dem FC Everton)
- League-Cup-Finalist: 1990 (als Trainer mit Oldham Athletic)